# Emmanuelle Laborit
Emmanuelle Laborit, nascida em 18 de Outubro de 1971, é uma atriz francesa e diretora do Teatro Visual Internacional. É surda de nascença.

## Biografia
Nascida surda, Emmanuelle Laborit é neta  do cientista Henri Laborit (1914-1995). Só conheceu a língua gestual aos 7 anos, ensinando-a rapidamente à sua irmã, que assim se tornou sua confidente. 
Antes de aprender a  Língua Gestual Francesa, ela apenas comunicava com sua mãe : tinham uma comunicação "umbilical".
O seu livro autobiográfico O grito da gaivota, escrito em 1993, retrata as suas lembranças de infância, sua difícil adolescência e o início da sua idade adulta autónoma, assim como o seu percurso.
Venceu o prémio Molière da revelação teatral, em 1993, pelo seu papel em Filhos de um deus menor, adaptado da peça estadunidense com o mesmo nome, escrita por Mark Medoff: ela é a primeira actriz Surda a receber, em França, tal reconhecimento. Tornou-se ainda a embaixatriz da Língua Gestual Francesa.
É membro do comité de patrocínio da Coligação Francesa para a Década da cultura da paz e da não-violência.
Membro do Teatro Visual Internacional, Emmanuelle Laborit sucede ao seu diretor-fundador Alfredo Corrado, na cabeça do estabelecimento, em 2003. Depois e longos anos de instabilidade, o centro foi instalado, desde Janeiro de 2007, na Cité Chaptal, no nono distrito de Paris. O estabelecimento abre as suas portas com as representações de « K.Lear » no qual Emmanuelle Laborit encarna Cordelia.
Deu à luz um menino, em 2007.

## Filmografia
- 1994: 3000 scénarios contre un virus, de Fernand Moszkowicz
- 1995: Le Toit du monde, de Felipe Vega
- 1996: Le Propre de l'homme, de Marc Rivière
- 1996: Beyond Silence, de Caroline Link
- 1997: La Vie silencieuse de Marianna Ucrìa, de Roberto Faenza
- 1997: Un air si pur, de Yves Angelo
- 2000: Retour à la vie, de Pascal Baeumler
- 2000: Marie-Line, de Mehdi Charef
- 2001: L'Ami Fritz, de Jean-Louis Lorenzi
- 2001: Amour Secret, de Christoph Schaub
- 2002: 11'0901 - September 11, de Youssef Chahine, Amos Gitai, Alejandro González Iñárritu, Shohei Imamura, Claude Lelouch, Ken Loach, Samira Makhmalbaf, Mira Nair, Idrissa Ouedraogo, Sean Penn, Danis Tanovic

## Teatro
- 1992 : Filhos de um deus menor, de Jean Dalric e Levent Beskardes

## Obras
- O grito da gaivota, com Marie-Thérèse Cuny, Edição de Robert Flammarion, SA, Paris, (1994) (ISBN : 2-7242-8454-2), depois reeditado em edição de bolso por Editions Pocket Jeunesse, (2003) (ISBN 2-2661-2846-9).]